# Radula gottscheana
Radula gottscheana là một loài rêu trong họ Radulaceae. Loài này được Taylor mô tả khoa học đầu tiên năm 1846.
Danh pháp khoa học của loài này chưa được làm sáng tỏ. 